# Budiar
Budiar (en árabe: بوديار‎, en francés: Boudiyar) es una localidad marroquí perteneciente al municipio de Dar el Quebdani, en la región Oriental. Desde 1912 hasta 1956 perteneció a la zona norte del Protectorado español de Marruecos.